# Pseudomyrmex baros
Pseudomyrmex baros är en myrart som beskrevs av Ward 1992. Pseudomyrmex baros ingår i släktet Pseudomyrmex och familjen myror. Inga underarter finns listade i Catalogue of Life.